# LiigaPloki
LiigaPloki est un club finlandais de volley-ball fondé en 1995 et basé à Pihtipudas, évoluant pour la saison 2019-2020 en LML.

## Palmarès
- Coupe de Finlande
  - Vainqueur :2019[3]

## Effectifs

### Saison 2020-2021
| No                                               | Nom                                              | Date de naissance                                | Taille                         | Poids                          | Poste                          |
| ------------------------------------------------ | ------------------------------------------------ | ------------------------------------------------ | ------------------------------ | ------------------------------ | ------------------------------ |
| 1                                                | Anniina Kastarinen                               | 14 septembre 1995                                | 179                            |                                | Centrale                       |
| 2                                                | Jaidyn Blanchfield                               | 10 janvier 1995                                  | 178                            |                                | Libero                         |
| 4                                                | Jemina Pasanen                                   | 15 février 2001                                  | 167                            | 60                             | Libero                         |
| 6                                                | Sara Piippo                                      | 13 février 2003                                  | 172                            | 62                             | Réceptionneuse-attaquante      |
| 8                                                | Roosa Päykkönen                                  | 17 juillet 2002                                  | 176                            |                                | Réceptionneuse-attaquante      |
| 9                                                | Taija Kaukoranta                                 | 21 avril 2000                                    | 172                            | 60                             | Passeuse                       |
| 10                                               | Ingrid Kiisk                                     | 9 février 1998                                   | 182                            | 69                             | Réceptionneuse-attaquante      |
| 11                                               | Lauren Matias                                    | 1er janvier 1997                                 | 188                            |                                | Centrale                       |
| 12                                               | Lindsey Calvin                                   | 3 janvier 1997                                   | 187                            |                                | Attaquante                     |
| 15                                               | Sanni Rantanen                                   | 23 janvier 2002                                  | 190                            | 68                             | Centrale                       |
| 19                                               | Sofia Lehto                                      | 14 février 2003                                  | 176                            | 69                             | Passeuse                       |
| 23                                               | Jaelyn Keene                                     | 17 août 1995                                     | 188                            |                                | Centrale                       |
|                                                  |                                                  |                                                  |                                |                                |                                |
| Encadrement technique                            | Encadrement technique                            |                                                  | Légende                        | Légende                        | Légende                        |
| Entraîneur : Mikko Pesonen                       | Entraîneur : Mikko Pesonen                       | Entraîneur : Mikko Pesonen                       | : Capitaine                    | : Capitaine                    | : Capitaine                    |
| Entraîneur(s) adjoint(s) : Valtteri Jääskeläinen | Entraîneur(s) adjoint(s) : Valtteri Jääskeläinen | Entraîneur(s) adjoint(s) : Valtteri Jääskeläinen | : Joueuse blessée actuellement | : Joueuse blessée actuellement | : Joueuse blessée actuellement |